# Stereodon callichrous
Stereodon callichrous là một loài Rêu trong họ Hypnaceae. Loài này được (Brid.) Braithw. miêu tả khoa học đầu tiên năm 1902.